# نظرية أس عطية-سينجر
في علم الهندسة التفاضلية، هناك نظرية أس عطية-سينجر, والذي أثبته، وتنص على أن لكل مؤثر إهليلجي تفاضلي على متعدد شعب متراص، فإن الأس التحليلي (المرتبط بالبعد في فضاء الحلول) يساوي الأس الطوبولوجي (كما عُرِّف في بعض بيانات الطوبولوجيا). وتضُم هذه النظرية نظريات أخرى عديدة، مثل نظرية ريمان-روك، مثل بعض القضايا الخاصة، ولها عدة تطبيقات في الفيزياء النظرية.

## معلومات تاريخية
طُرِحت مشكلة الأس في المؤثرات التفاضلية الإهليجية من قبل العَالِم . فقد لاحظ ثباتًا شاذًا في الأس، وطالب بابتكار صيغة لها عن طريق الكمية الثابتة الطوبولوجية. ومن بين الأمثلة المُحفِّزة نظرية ريمان-روك وقانونه العام نظرية هيرزبروك-ريمان-روك، وأيضًا نظرية هيرتسبروخ (Hirzebruch signature theorem). نجح هيرتسبروخ وبوريل في إثبات صحة وتكامل عنصر Â في شعب دروري متعددة، واقترح عطية بأن هذا التكامل من الممكن تفسيره إذا كان أس مؤثر ديراك (الذي أُعيد اكتشافه من قبل عطية وسينجر عام 1961).
وتم الإعلان رسميًا عن نظرية عطية-سينجر من قِبَل عطية وسينجر عام 1963. وهما لم يقوما بنشر البراهين في إعلانهما، على الرغم من وجودها في كتاب بعنوان (Palais 1965). أول برهان نُشر (Atiyah & Singer 1968a) استبدَّل نظرية cobordism على أول برهان بنظرية K-theory، وقاموا باستخدامه لتقديم براهين على قوانين عامة مُتعدِّدة على المستندات.
- 1965: إس بي نوفيكوف (Novikov 1965) قام بنشر نتائجه عن الثوابت الطوبولوجية لفئات (Pontrjagin) الجذرية على تعدد الشعب المُستقرة.
- ونتائج كيربي وسيبينمان (Kirby & Siebenmann 1969)، مع حُجة العالِم رينيه ثوم (Thom 1956) (René Thom) تُثبِت وجود فئات (Pontryagin) الجذرية على تعدد الشعب الطوبولوجية. وتُعد فئات (Pontrjagin) الجذرية عناصر ضرورية لنظرية الأس على تعدد الشعب المُستقرة والطوبولوجية.
- 1969: عرَّف عطية (Atiyah 1970) المؤثرات الإهليليجية المُجردة على الفضاء المتري الكيفي. أصبحت المؤثرات الإهليليجية المُجردة العناصر الأساسية في نظرية كاسباروف(Kasparov) والهندسة التفاضلية اللاتبديليَّة التي وضعها العالِم كونيس(Connes).
- 1971: إي إم سينجر (Singer 1971) اقترح منهجًا شاملاً للتوسيعات المستقبلية لنظرية الأس.
- 1972: قام جي جي كاسباروف (Kasparov 1972) بنشر أعماله بخصوص تحقيق تناظُر K عن طريق المؤثرات الإهليليجية المُجردة.
- قدَّم برهانًا جديدًا لنظرية الأس باستخدام معادلة الحرارة، الذي ذُكِرت في (Melrose 1993).
- 1977: الدكتور سوليفان (Sullivan 1979) قام ببناء نظريته عن وجود وتفرُّد العالِم ليبشيتز(Lipschitz) والبِنيات التي تكاد تكون مطابقة على تعدُّد الشعب الطوبولوجية للبُعد المختلف عن البُعد الرابع.
- Getzler (1983) بعدما شجَّعته أفكار وألفاريز جوم، قدَّم برهانًا مختصرًا عن نظرية الأس الموضعية للمؤثرات التي تُعتبر داخليًا مؤثرات ديراك؛ وهذا يعالج الكثير من القضايا المُفيدة.
- 1983: إن تيليمان (Teleman 1983) أثبت أن الأسس التحليلية لمؤثرات التوقيع التي تحتوي على القِيم في الحزم الشعاعية هي الثوابت الطوبولوجية.
- 1984: قام إن تيليمان (Teleman 1984) بتكوين نظرية الأس مُستنِدًا على تعدد الشعب الطوبولوجية.
- 1986: إيه كونيس (Connes 1986) قام بنشر حُجَّته الجوهرية عن الهندسة اللاتبديلية.
- 1989: قام كلٌ من إس كي دونالدسن والدكتور سوليفان (Donaldson & Sullivan 1989) بدراسة نظرية يانغ ميلس عن تعدد الشعب الشبه مطابقة للبُعد الرابع. كما قدَّما مؤثر التوقيع S المُحدَّد على أساس الصِيغ التفاضلية من الدرجة الثانية.
- 1990: أثبت كلٌ من إيه كونيس وإتش موسكوفيتشي (Connes & Moscovici 1990) الأس الداخلي في سياق الهندسة اللاتبديلية.
- 1994: برهن إيه كونيس، الدكتور سوليفان وإن تيليمان (Connes, Sullivan & Teleman 1994) على نظرية الأس لمؤثرات التوقيع على تعدد الشعب الشبه مطابقة.